# 両国花火資料館
両国花火資料館（りょうごくはなびしりょうかん）は、東京都墨田区両国二丁目にある博物館。花火の歴史や技術に関する展示を行っており、一般財団法人墨田区観光協会により管理・運営されている。

## 概要
両国の花火大会は、江戸時代中期の1733年（享保18年）に「両国川開き」として始まった。しかし、近代以降は戦争などにより中断し、また交通事情の変化などの理由により、1961年（昭和36年）を最後に終了した。その後、多くの関係者の努力により、1978年（昭和53年）に「隅田川花火大会」として復活し、2015年（平成27年）現在では第38回を数える。
両国花火資料館は、1991年（平成3年）3月、花火の歴史や芸術性を理解してもらおうと、日本の納涼花火大会発祥の地である両国に、公益社団法人　日本煙火協会をはじめとする関係者の協力のもとに開館し、収蔵品の展示や花火シーズンには特別展示を行っている。

## 沿革
- 1991年（平成3年）3月 - 両国花火資料館が開館。

## 主な展示内容
隅田川花火大会の歴史
江戸情緒溢れる両国川開きの時の錦絵の屏風から、現在の隅田川花火大会のポスターなど、年表で今昔が分かる。
花火玉の現物を展示
打ち上げ花火の2尺玉から3尺玉までの原寸大の花火の仕組みと、実際に使われている打ち上げ筒などが展示されている。
花火師の舞台衣装
花火師の心意気が伝わる各花火会社の半纏などの舞台衣装が展示されている。
その他の展示
花火の種類、昔の花火製造方法、現在の花火製造方法（ビデオ映像）、全国の花火大会情報、花火関連資料。

## 利用情報
- 開館月日 - 7・8月:毎日、5・6・9・10月:木・金・土・日曜日、11～4月:木・金・土曜日。
- 開館時間 - 開館日すべて:正午～午後4時まで。
- 入場料 - 無料。

## 交通アクセス
鉄道
- JR総武線 - 両国駅西口下車徒歩約4分。
- 都営地下鉄、大江戸線 - 両国駅下車徒歩約12分。

路線バス
- 都バス - 門33（亀戸駅前 - 豊海水産埠頭）両国駅前停留所下車徒歩約2分。錦27（両国駅 - 小岩駅）両国駅前停留所下車徒歩約2分。両28（両国駅前 - 葛西橋）両国駅前停留所下車徒歩約2分。

## ギャラリー

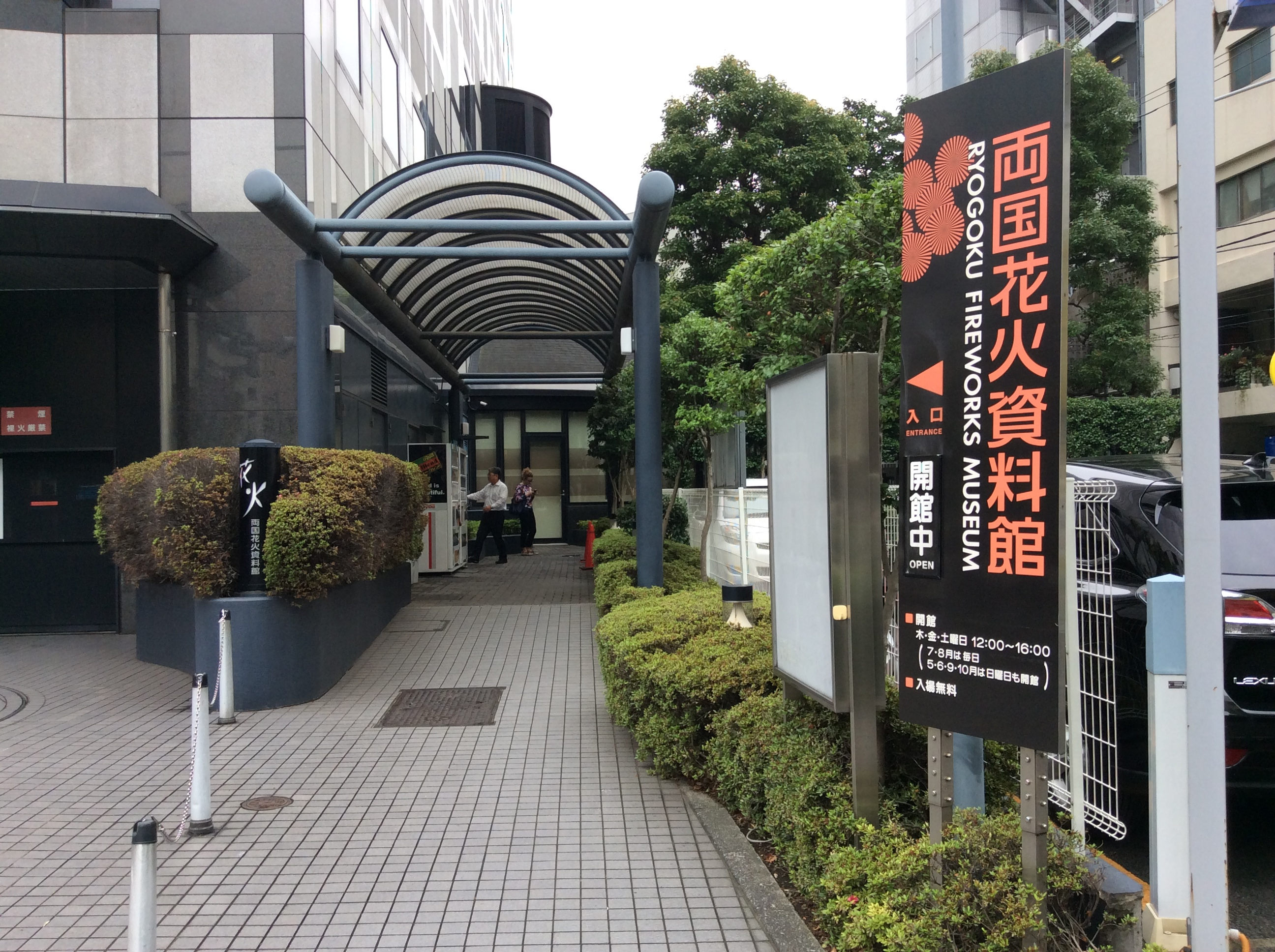
京葉道路に面した資料館入口（2015年7月7日撮影）
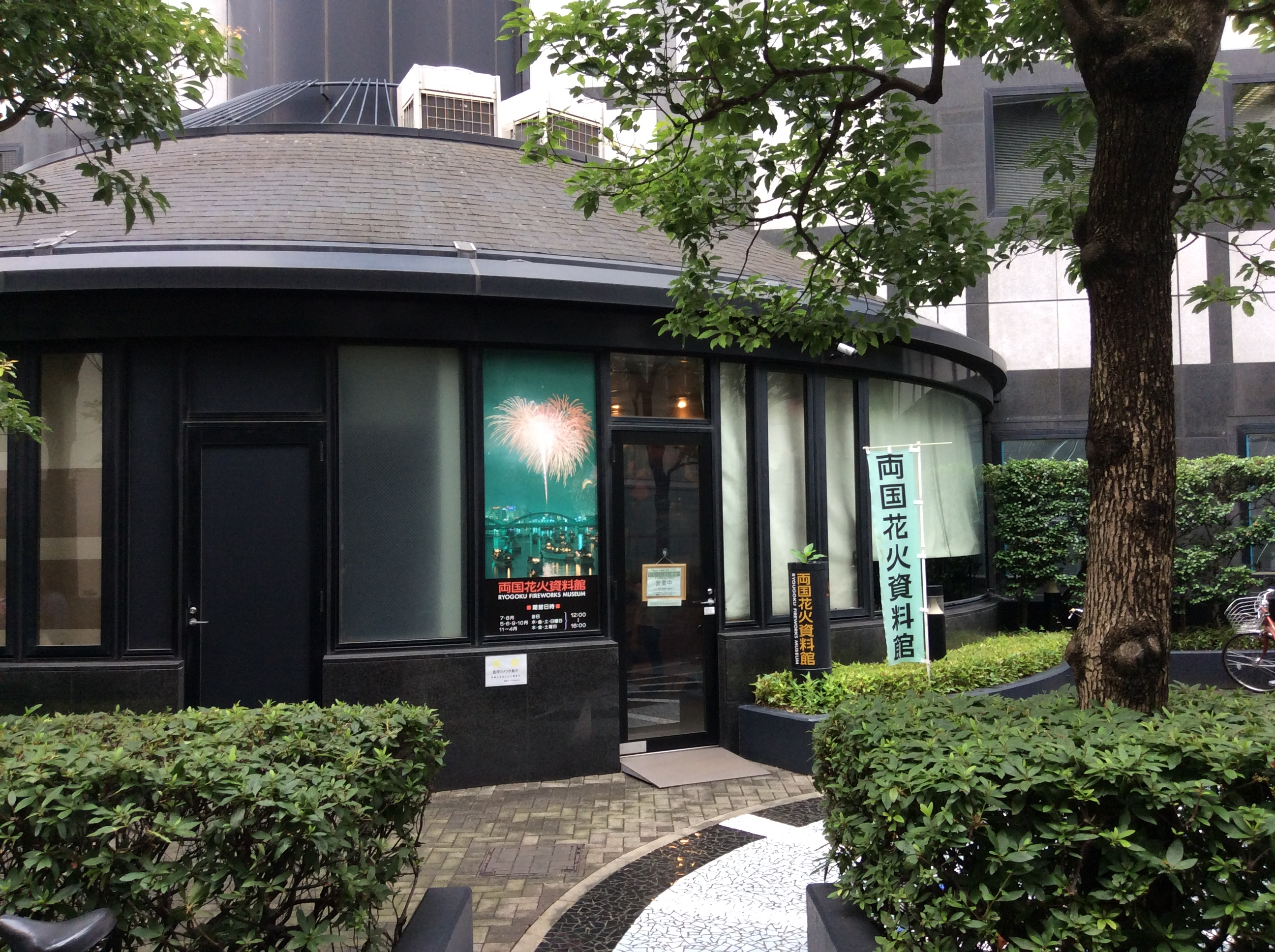
北側から見た資料館（2015年7月7日撮影）
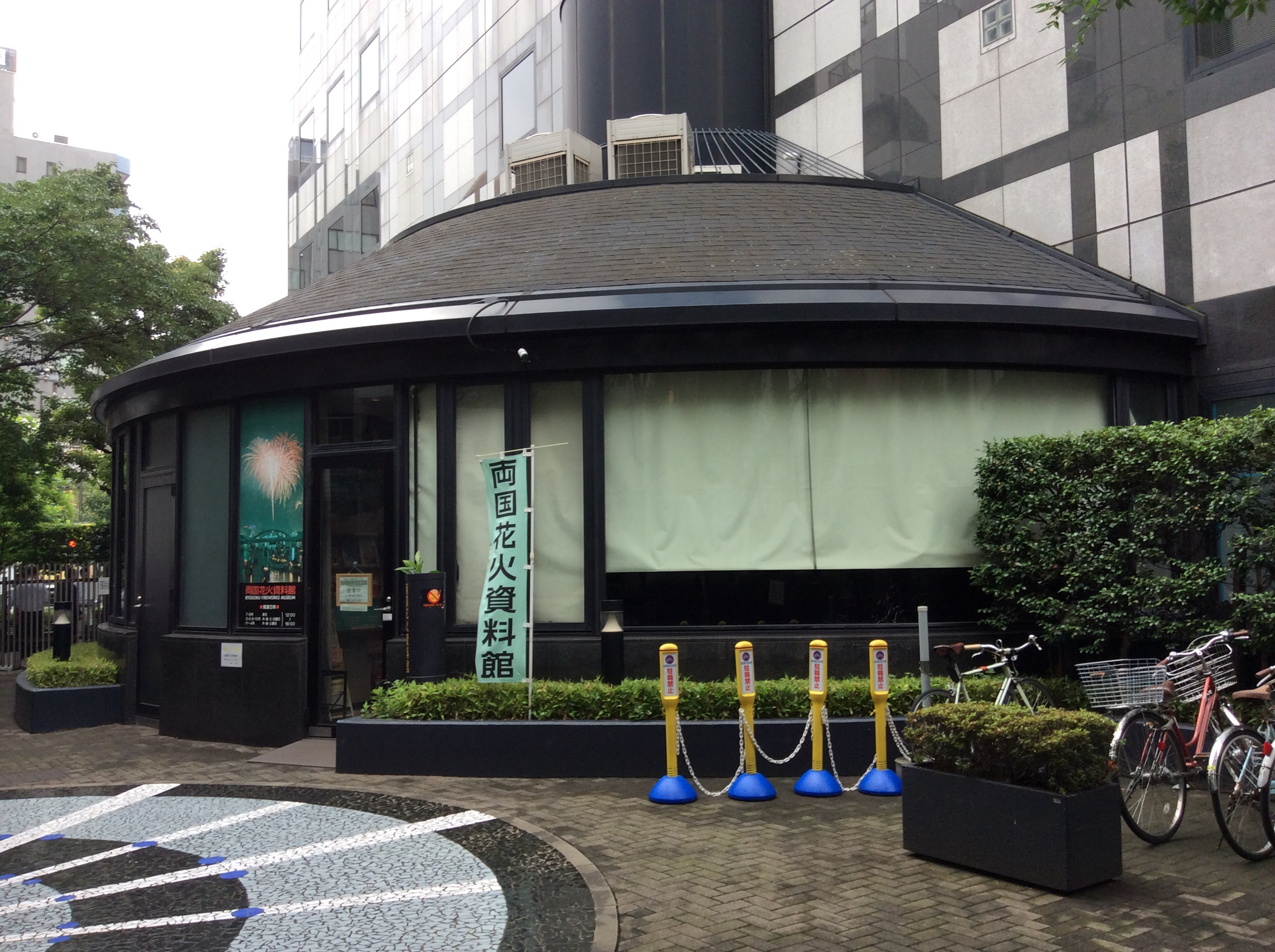
南側から見た資料館（2015年7月7日撮影）
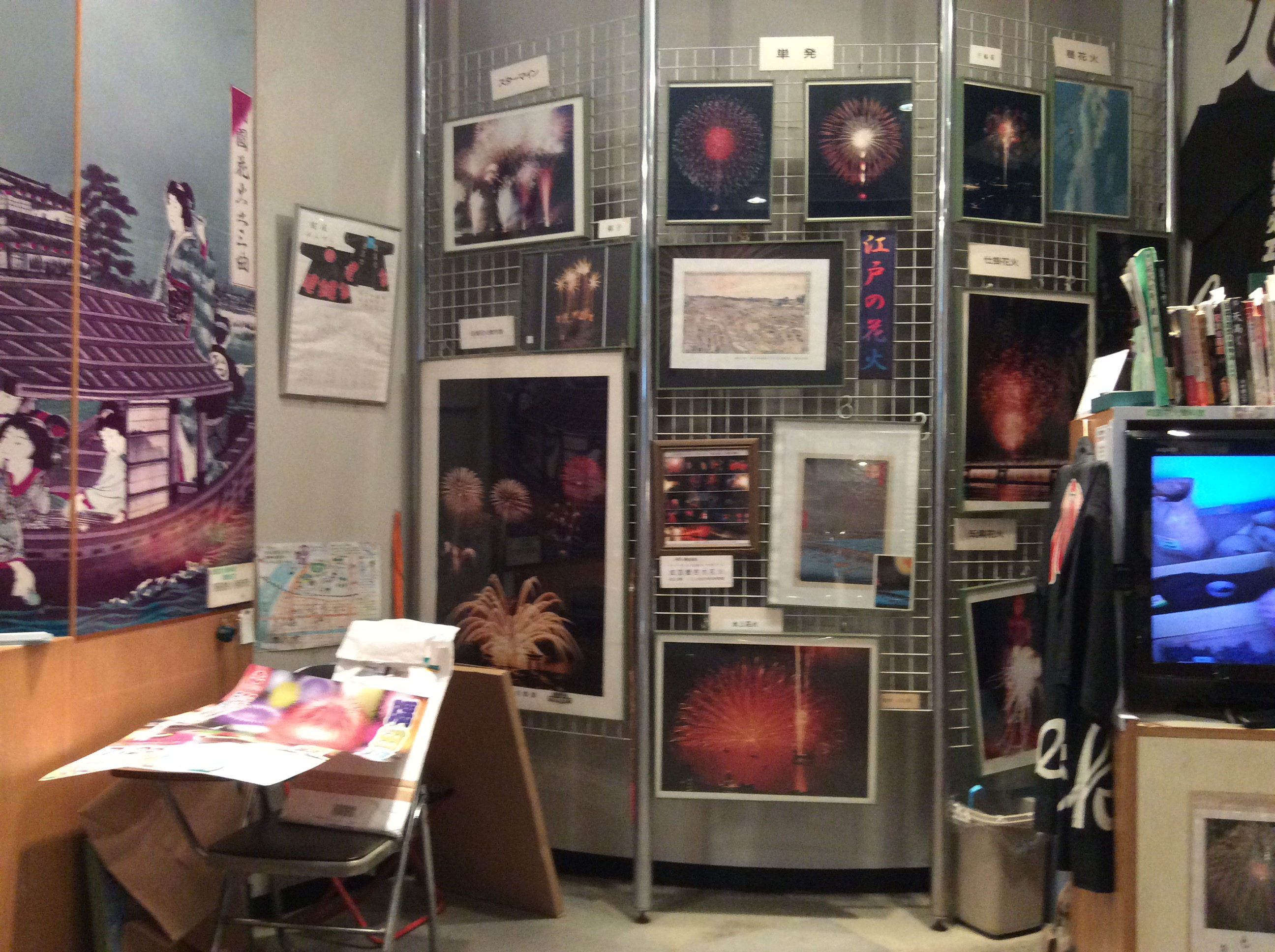
打ち上げ花火の写真等（2015年7月7日撮影）
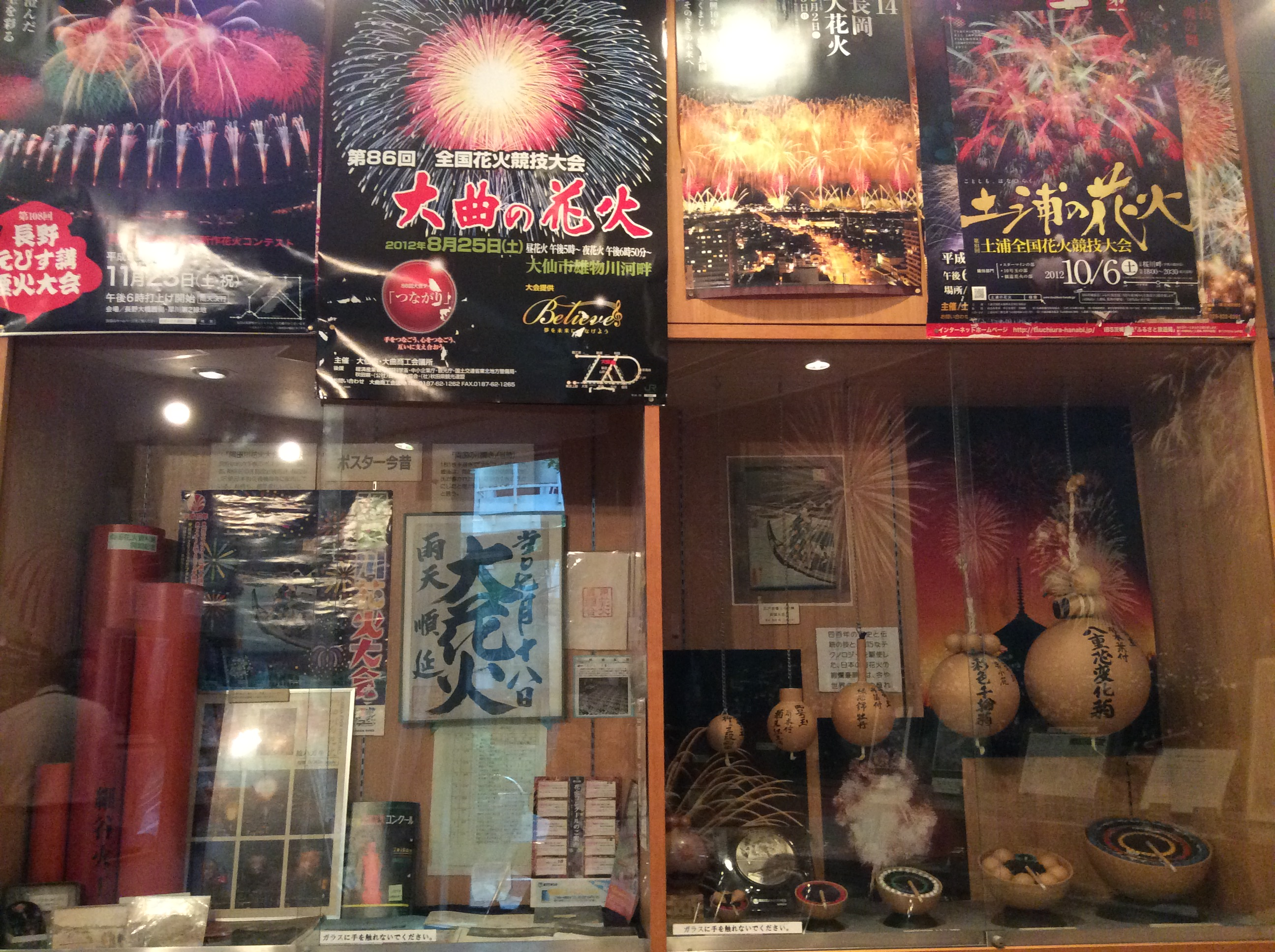
花火玉のカットモデル等（2015年7月7日撮影）

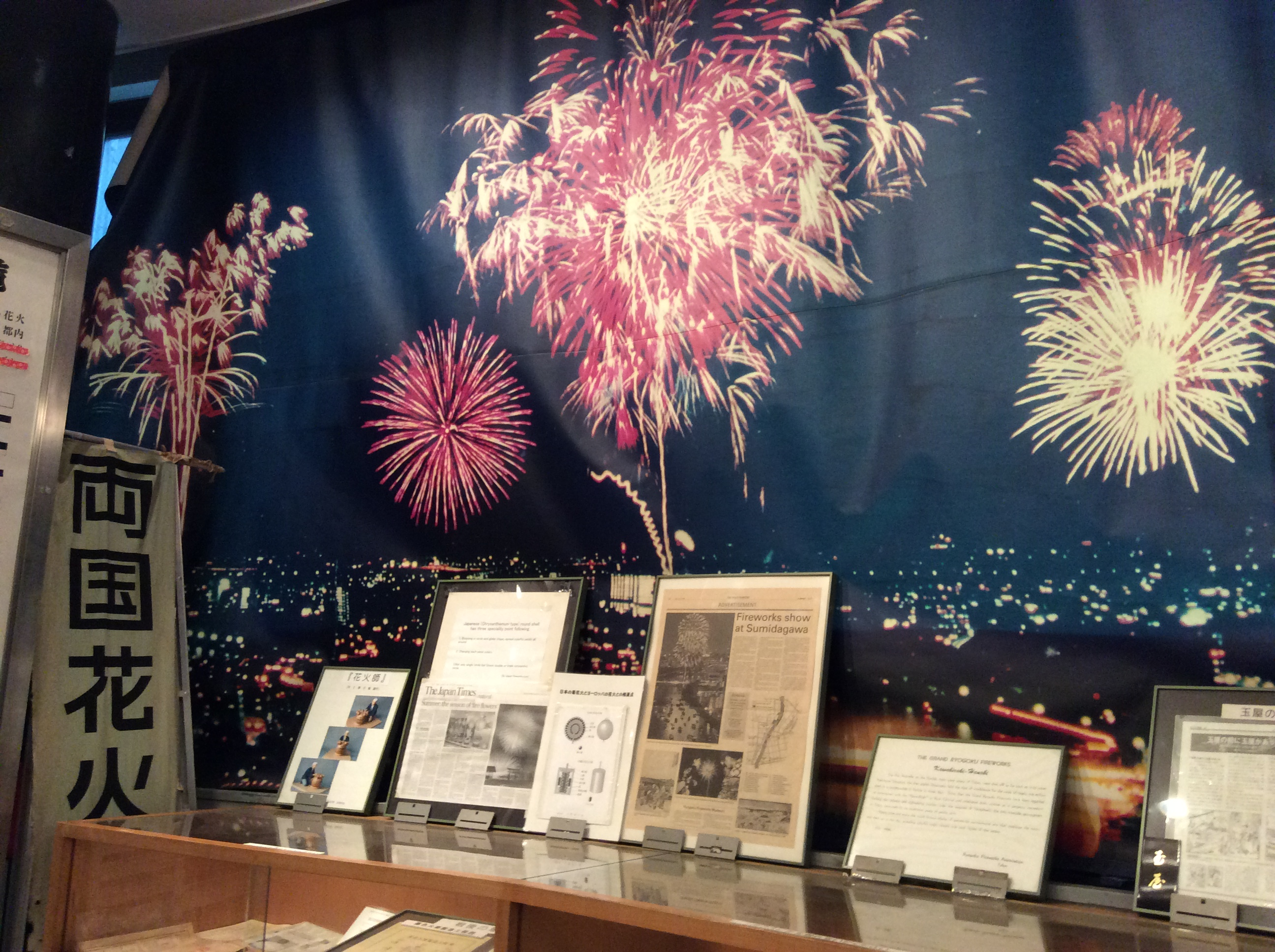
昔の花火製造資料等（2015年7月7日撮影）
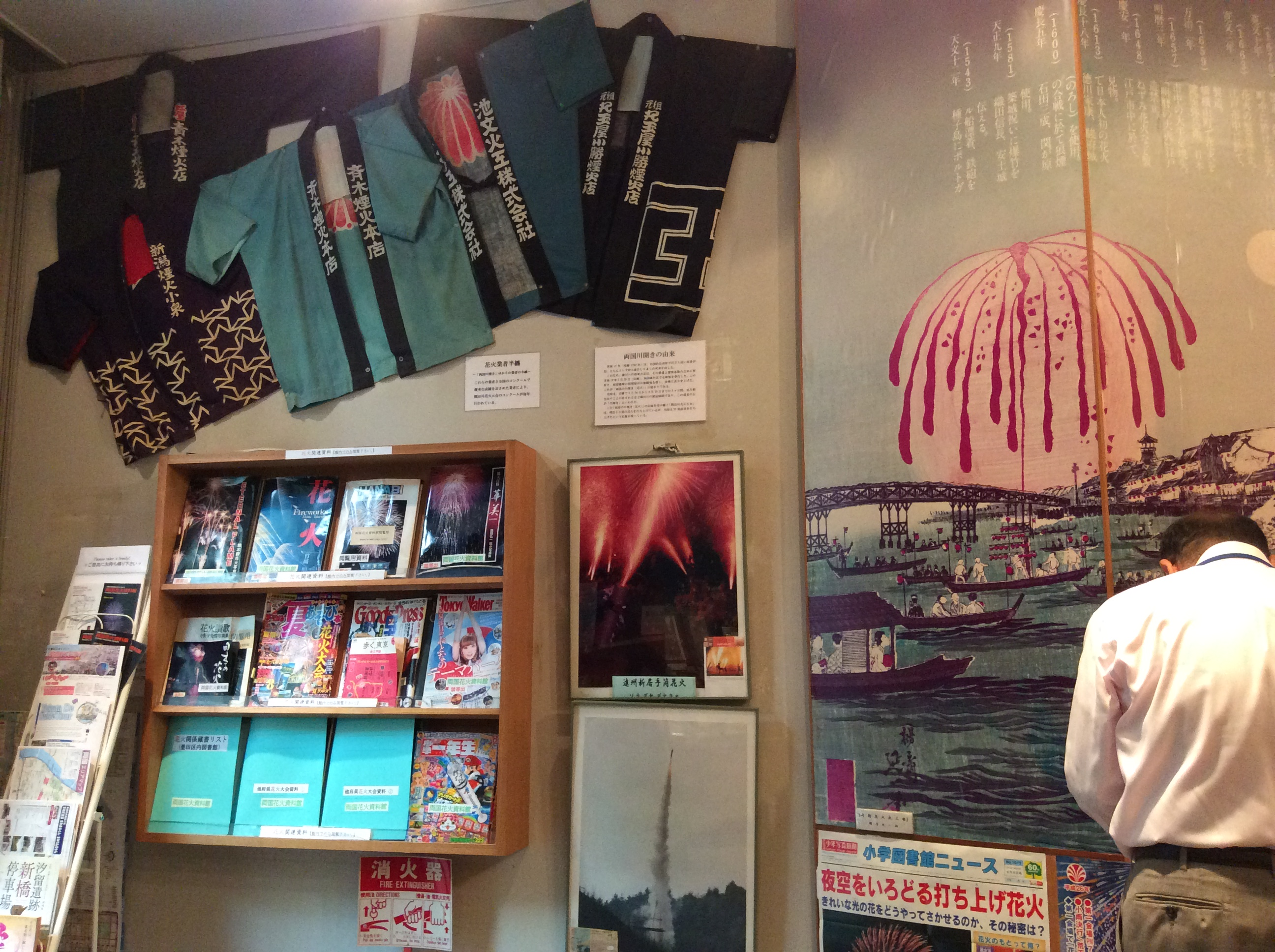
花火師の半纏や資料等（2015年7月7日撮影）
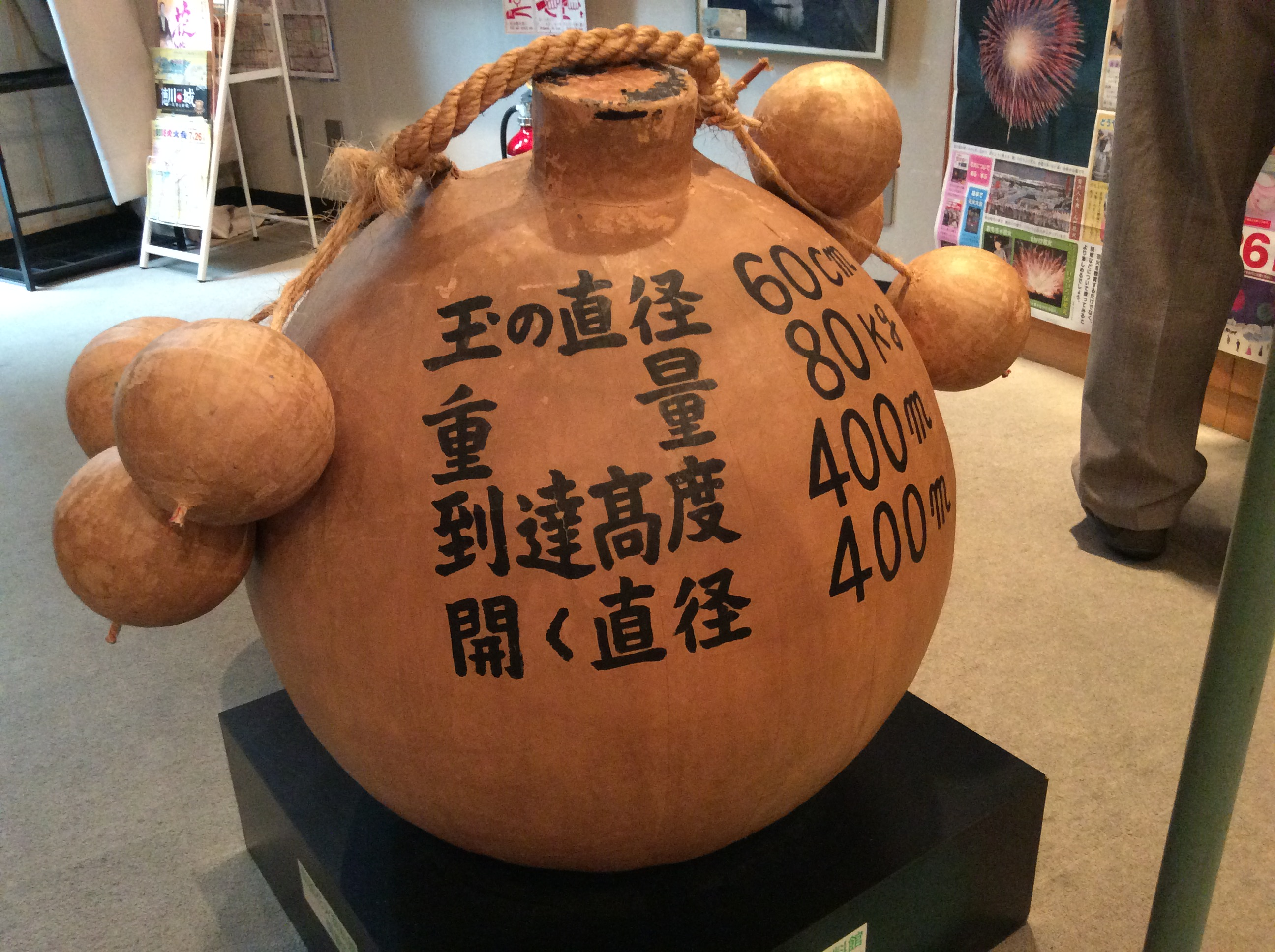
2尺玉（60cm）の原寸大模型（2015年7月7日撮影）
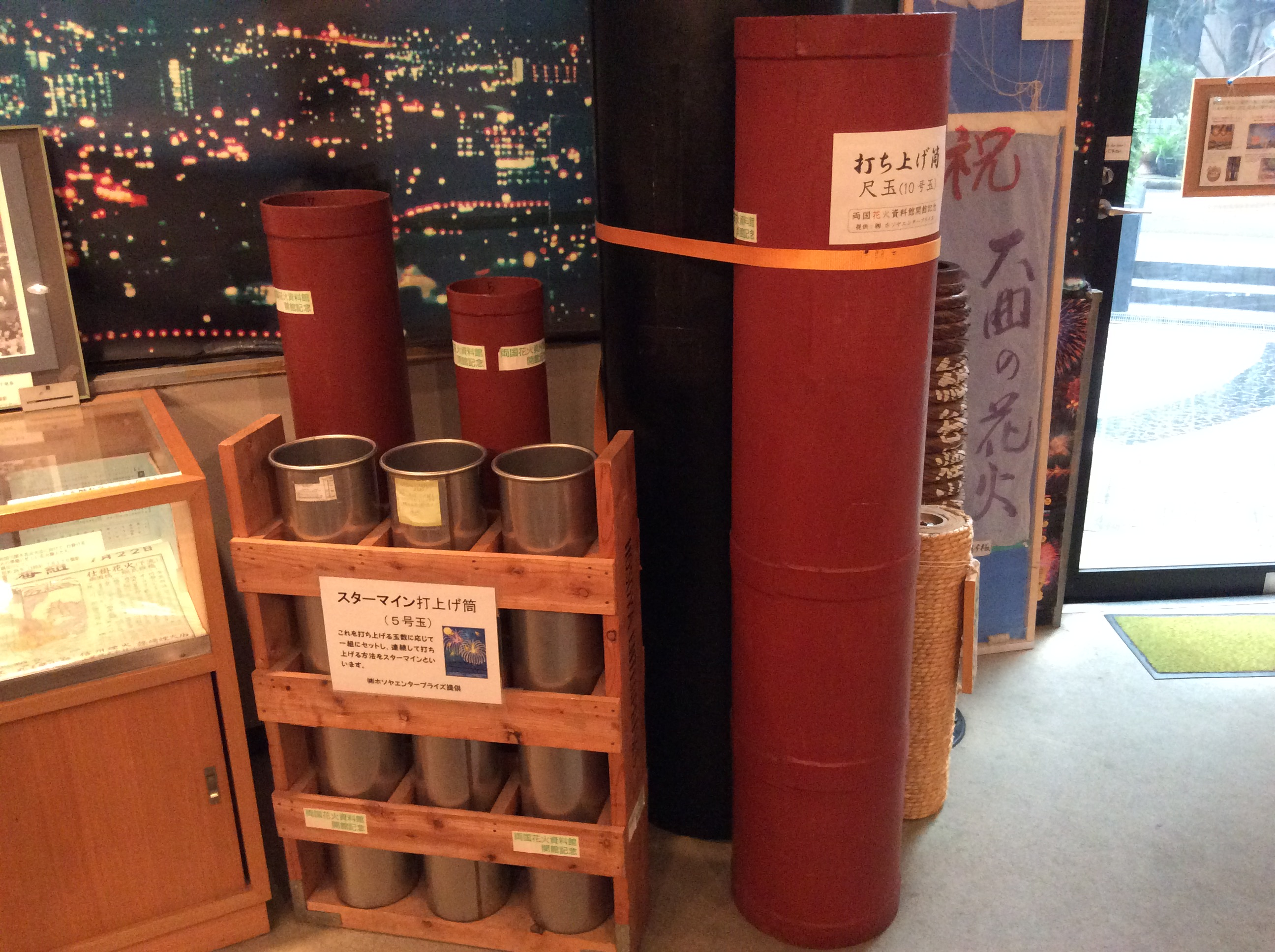
尺玉とスターマインの打ち上げ筒（2015年7月7日撮影）
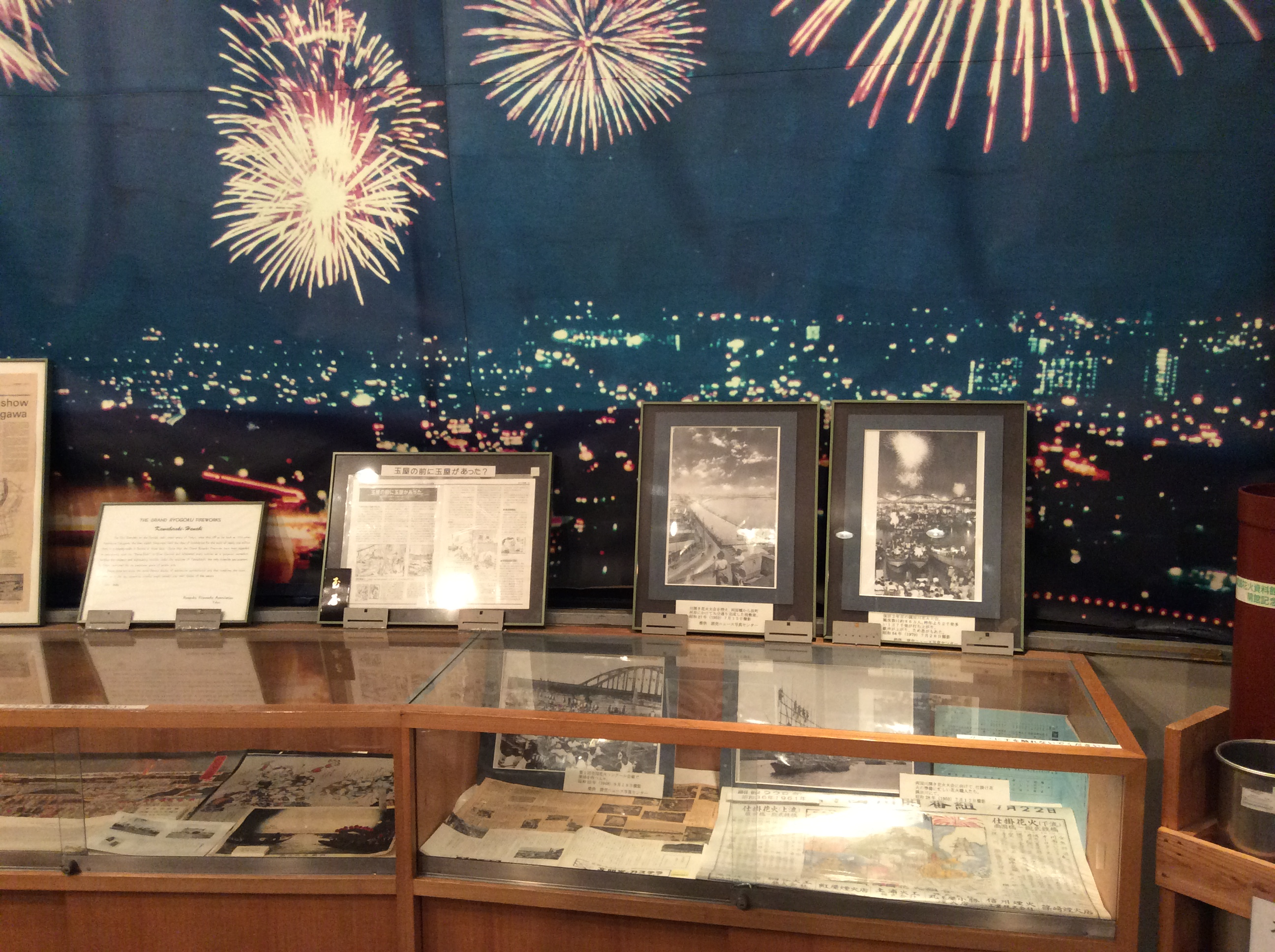
昔の花火製造資料等（2015年7月7日撮影）